# Ictalurus pricei
Cá Yaqui là một loài cá trong họ Ictaluridae. Nó là loài đặc hữu của México.